# エドゥアール1世 (バル伯)

エドゥアール1世の紋章

エドゥアール1世（フランス語：Édouard Ier, 1295年ごろ - 1336年11月11日）は、バル伯（在位：1302年 - 1336年）。バル伯アンリ3世とエリナー・オブ・イングランドの息子。

## 生涯
1297年、エドゥアール1世が幼少のころに母エリナーは死去した。父アンリ3世は領地の一部に対しフランス王に臣下の礼を取ることを強要され、1302年にシチリア王フェデリーコ2世との戦いの後にナポリで死去した。母方の祖父イングランド王エドワード1世はバル伯領の摂政となろうとしたが、父方の叔父であるピュイゼ領主ジャン、リエージュ司教ティボーおよびメッツ司教ルノーが摂政となった。
1310年、エドゥアール1世は15歳の時にブルゴーニュ公ロベール2世とアニェス・ド・フランスの娘マリーと結婚した。その結婚の後にエドゥアール1世の成年が宣言された。フルアールの戦いにおいて、エドゥアール1世は1313年にロレーヌ公フェリー4世に捕らえられた。1314年5月20に結ばれたバール＝シュル＝オーブ条約により、90,000リーブルの身代金を払い、捕えられてから数ヶ月後に解放されたが、身代金の一部はメッツからの資金で支払われた。1323年、エドゥアール1世はモイウーヴル＝グランドに水圧鍛造施設を建設した。エドゥアール1世は身代金の支払いでできた借金を帳消しにし、領地の権利を主張するために1324年にメッツの町との戦いを開始した（メッツの戦い）。
1328年、カッセルの戦いにおいてエドゥアール1世はフランス王フィリップ6世の味方として戦った。
その後、エドゥアール1世は十字軍結成のため、ナミュール侯フィリップ3世や他の神聖ローマ帝国貴族らと共に東方に向かった。エドゥアール1世はキプロス島に到着したが、遠征は失敗し、ファマグスタの人々はエドゥアール1世らを虐殺した。

## 子女
マリー・ド・ブルゴーニュとの間に以下の子女をもうけた。
- アンリ4世（1315/20年 - 1344年） - バル伯
- アリエノール（1332年没） - 1330年にロレーヌ公ラウルと結婚

また、マントヴァ僭主グイード・ゴンザーガと結婚したベアトリスもエドゥアール1世の娘とされる。Charles Cawleyはグイード・ゴンザーガの3番目の妃について「Beatrice, daughter of Odoardo, Conte di Bari」と記しているが、これを示す一次資料は確認されていないともしている。「Bari」の語はイタリアの町名にも、またバル伯領のイタリア語にも用いられる。